# Nasuta
Nasuta is een geslacht van spinnen uit de familie trilspinnen (Pholcidae).

## Soorten
Het geslacht kent de volgende soort:
- Nasuta grandis González-Sponga, 2009